# Themira gorodkovi
Themira gorodkovi är en tvåvingeart som beskrevs av Ozerov 2003. Themira gorodkovi ingår i släktet Themira och familjen svängflugor. Inga underarter finns listade i Catalogue of Life.